# Google Fonts
Google Fonts （旧 Google Web Fonts)はWebフォントとして無料で提供されている、プログラミングインタフェースとして利用可能なインタラクティブなディレクトリーサービスである。2010年に発表され 2011年にはリニューアルが行われた。 多くのフォントがSILオープンフォントライセンス 1.1のもとで提供されているが、一部はApacheライセンスであり、これらはいずれも自由なライセンスである。またこれらのフォントはMonotype's SkyFontsや Adobeの Edge Webフォントおよび Typekit サービスによっても提供されている。
Google Fontsはユーザーがフォントを発見するためのプラットフォームを提供するように設計されており、幅広く利用されている。その例としてLatoやRaleway、 Lobsterがある。
2023年現在、Google Fontsのウェブサイトからは1400以上のフォントファミリーが利用可能となっている。 これらは全てGoogle Fontsの GitHub リポジトリからも利用可能である。